# Астроліт
Астролі́ти — родина рідких вибухових речовин. Вони були винайдені в 1960-ті роки при розробці рідкого ракетного палива. Астроліт А-1-5 вважається найпотужнішою неядерною вибухівкою. Він у 1,8-2 рази потужніший за ТНТ. Крім того він безпечніший за ТНТ та нітрогліцерин.
Астроліти — вибухові суміші, що складаються з нітрату гідразину і перхлорату гідразину. Гідразини після приготування дуже чутливі (нагадують нітрогліколь) т.т. у них міститься аміак, а після випаровування аміаку вони втрачають чутливість, яка встановлюється на рівні Тен'а. У середньому швидкість детонації астролітів знаходиться на рівні 8500 м/с. За величиною потенційної енергії вони перевершують гексоген. Великий обсяг газоподібних продуктів вибуху робить їх потужнішими, ніж гексоген. Але в порівнянні з гексогеном вони мають трохи нижчу бризантність. Густина астролітів близько 1,5 г/см3. Астроліти, що містять алюмінієву пудру мають вищу теплоту вибуху. Для запобігання осадження алюмінієвої пудри астроліти іноді желатинують.